# Oktjabr'sk
Oktjabr'sk è una città della Russia europea sudorientale (oblast' di Samara) di circa 28.000 abitanti.
Sorge nella parte sudoccidentale della oblast', sulla sponda destra del Volga in corrispondenza del bacino artificiale di Samara, circa 150 chilometri a ovest del capoluogo regionale Samara.
La città attuale venne creata nel 1956, con l'accorpamento sotto un'unica entità amministrativa dei preesistenti insediamenti di Pervomajskij, Pravaja Volga e Batraki.